# Thermonectus intermedius
Thermonectus intermedius är en skalbaggsart som beskrevs av George Robert Crotch 1873. Thermonectus intermedius ingår i släktet Thermonectus och familjen dykare. Inga underarter finns listade i Catalogue of Life.